# Bwlch y Ddeufaen
Der Bwlch y Ddeufaen [bʊlχ ə ˈðəɨ̯vɑːɨ̯n] (walisisch für „Pass der zwei Steine“) ist ein nur zu Fuß oder zu Pferd begehbarer Gebirgspass im Gwynedd in Wales auf der ehemaligen Römerstraße Sarn Helen von Caerhun (Canovium) nach Caernarfon (Segontium). Er liegt zwischen den Gipfeln des Tal y Fan und des Drum, in der Carneddau Range im Norden von Snowdonia.
Am westlichen Ende des abgelegenen Passes stehen zwei große und zwei kleinere Menhire. Der westlichste ist ein quaderförmiger Block von fast 2,0 Metern Höhe, begleitet von einem kleinen Steinpaar im Osten, von denen keiner über einen halben Meter hoch ist. Weiter östlich im Tal steht der höchste der Gruppe, der etwa 3,0 Meter hoch ist. 
Menhire sind schwierig zu datieren. Da die Südhänge des Tal-y-Fan einige neolithische Kammergräber (englisch chambered tombs) enthalten (Caerhun), könnten die Steine zeitgenössisch sein, eher jedoch aus der späteren Bronzezeit stammen.
In der Nähe befindet sich ein Steinkreis Druid’s Circle (Conwy) und das Portal Tomb Maen y Bardd (deutsch „der Bardenstein“).